# San Paolo alla Regola

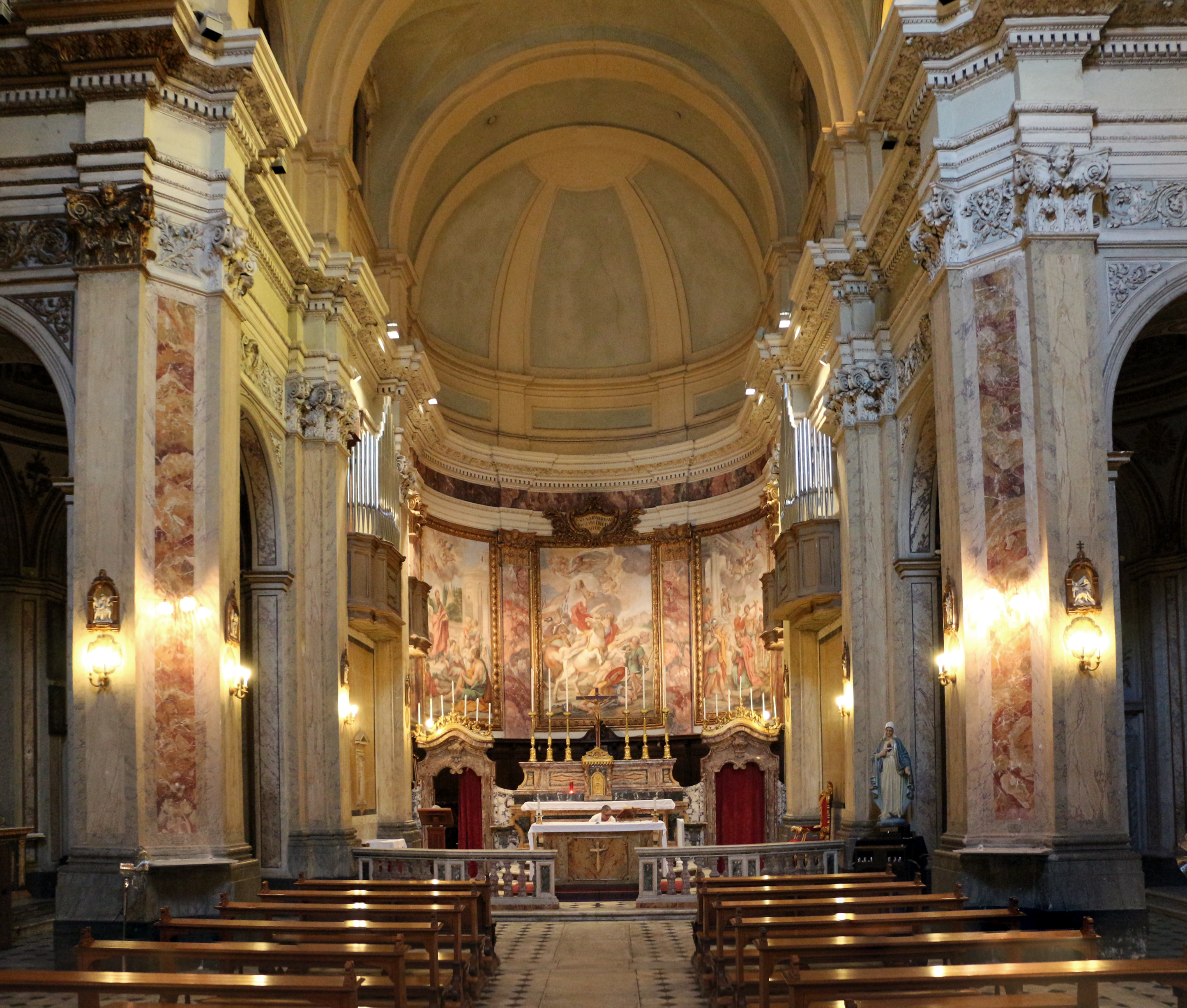
Innenansicht

San Paolo alla Regola (lat. Sancti Pauli Apostoli in Arenula) ist eine Kirche, barockes Kloster und Titeldiakonie  im römischen Rione Regola.

## Geschichte
Es handelt sich um eine sehr alte Kirche. Laut Tradition begann hier der Heilige Paulus mit seinen Predigten und wohnte während seines Aufenthaltes in Rom hier, da sich zur damaligen Zeit hier ein jüdisches Viertel befand. 
Bei den Ausgrabungen von 1978 bis 1982 fand man geschichtsträchtige Wände eines vierstöckigen Gebäudes, dessen Verwendung sich im Laufe der Zeit änderte. 
Der Ursprung der Kirche ist unbekannt. Laut Tradition wurde sie von Papst Silvester I. im 4. Jahrhundert neben dem Oratorium gegründet, welches aus der Wohnung des Heiligen entstand.
Erstmals erwähnt wird die Kirche 1186 als eine Filiale von San Lorenzo in Damaso.
Nach dem Sacco di Roma wurde die kleine damals bestehende Pfarrei aufgelöst. Die Kirche wurde den Augustiner-Discalceaten übergeben. Das Hauptquartier des Ordens war an der Kirche Santa Maria del Popolo. 1619 wurde die Kirche dem sizilianischen Zweig des Dritten Ordens der Franziskaner übergeben und mit Mitteln des spanischen Königs wurde ein großes Kloster, ein College und der Wiederaufbau der Kirche finanziert. 1687 wurde mit dem Bau begonnen und 1728 abgeschlossen. Während des Baus wurde die Kirche San Cesario abgerissen. Die ursprünglichen Baupläne wurden von Giovanni Battista Boronzone, einem Bruder von Giacomo Ciolli überarbeitet und von Giuseppe Sardi abgeschlossen. 
Das Kolleg überlebte die Säkularisation des 19. Jahrhunderts, und der Dritte Orden verwaltete die Kirche bis in das frühe 21. Jahrhundert. Die Kirche wird seit der Wiedereröffnung 2008 von der Sodalitium Christianae Vitae, einer peruanischen Gesellschaft des apostolischen Lebens päpstlichen Rechts, betreut, bleibt aber im Besitz des Dritten Orden.
Am 25. Januar 1946 wurde der Kardinaltitel von Sant’Adriano al Foro hierher übertragen.

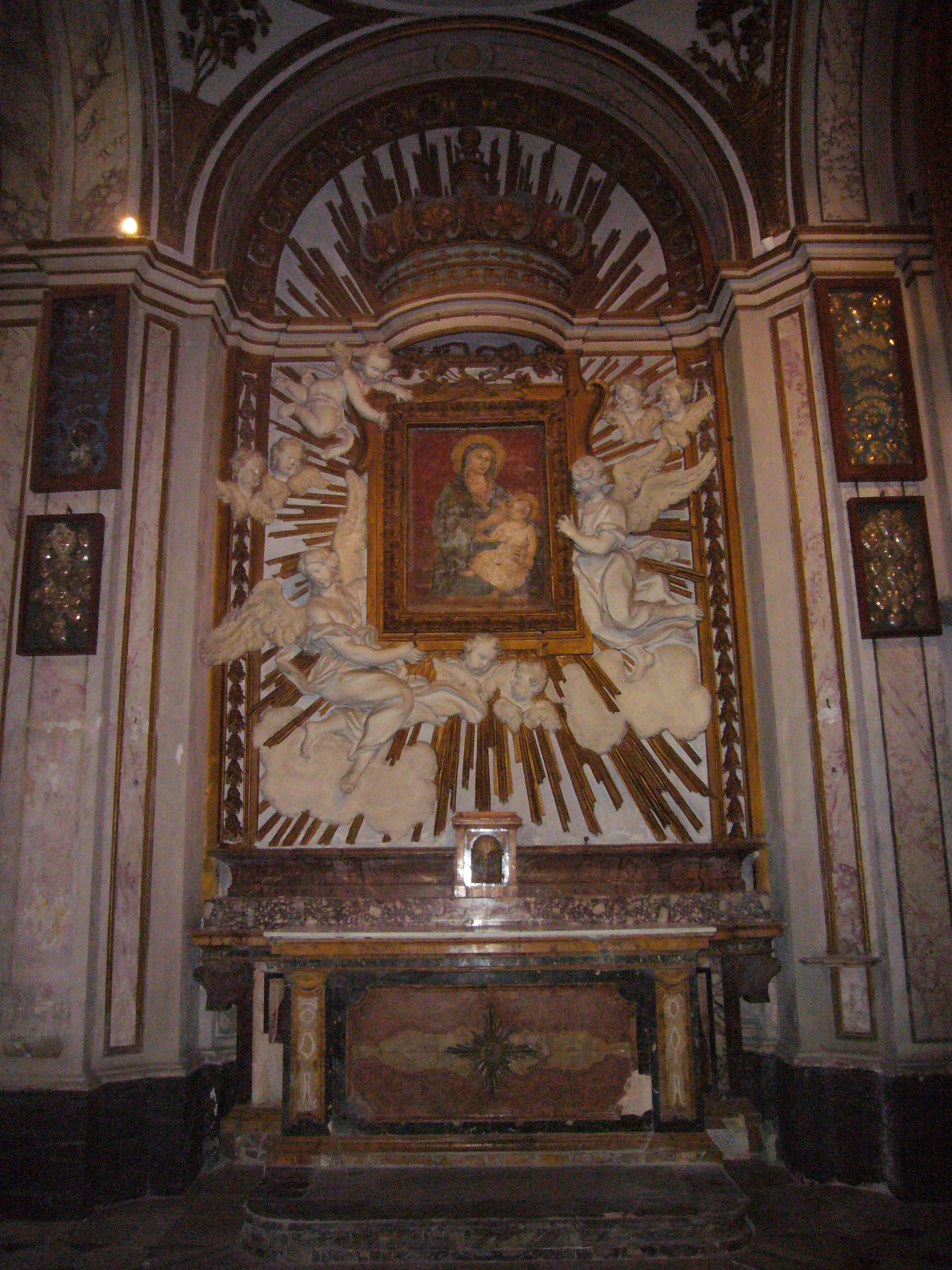
Madonna delle Grazie (Madonna Lactans) in San Paolo, 14. Jahrhundert

## Kardinaldiakon
Die bisherigen Titelträger waren:
- Seliger Alojzije Stepinac, Erzbischof von Zagreb, 15. Januar 1953 – 10. Februar 1960
- Giuseppe Fietta, Vatikandiplomat, Kardinalpriester pro hac vice 15. Dezember 1958 – 1. Oktober 1960
- Michael Browne OP, Ordensmeister der Dominikaner, 19. März 1962 – 31. März 1971
- Francesco Monterisi, Erzpriester von Sankt Paul vor den Mauern vom 20. November 2010 bis 23. November 2012, seit 3. Mai 2021 Kardinalpriester pro hac vice an San Paolo alla Regola